# Katherine Woodville
Katherine Woodville, all'anagrafe Rosemary Henn Woodville Mason (Ewell, 12 marzo 1938 – Portland, 5 giugno 2013), è stata un'attrice inglese.

## Biografia
È stata sposata dal 1965 al 1969 con l'attore Patrick Macnee, e dal 1970 al 1975 con il regista Jerrold Friedman. Dal terzo matrimonio (1979) con l'attore Edward Albert (morto nel 2006), ebbe una figlia, Thaïs.
Ritiratasi dalle scene nel 1979, è morta di cancro nel 2013.

## Filmografia parziale

### Cinema
- Doppio gioco a Scotland Yard (The Informers), regia di Ken Annakin (1963)
- New York Press, operazione dollari (The Crooked Road), regia di Don Chaffey (1965)
- Il bandito di Kandahar (The Brigand of Kandahar), regia di John Gilling (1965)
- Pistola nera - spara senza pietà (Black Gunn), regia di Robert Hartford-Davis (1972)
- Il guardone (Extreme Close-Up), regia di Jeannot Swarcz (1973)
- I giustizieri del West (Posse), regia di Kirk Douglas (1975)

### Televisione
- Agente speciale (The Avengers) – serie TV, 2 episodi (1961-1962)
- Gioco pericoloso (Danger Man) – serie TV, 1 episodio (1964)
- Z Cars – serie TV, 1 episodio (1964)
- Il Santo (The Saint) – serie TV, 2 episodi (1964)
- Star Trek – serie TV, episodio 3x08 (1968)
- Missione impossibile (Mission: Impossible) – serie TV, 1 episodio (1968)
- The Outsider – serie TV, episodio 1x05 (1968)
- Operazione ladro (It Takes a Thief) – serie TV, 2 episodi (1968-1970)
- Mannix – serie TV, 2 episodi (1968-1971)
- Il virginiano (The Virginian) – serie TV, episodio 9x11 (1970)
- Kung Fu – serie TV, 1 episodio (1974)
- Agenzia Rockford (The Rockford Files) – serie TV, 2 episodi (1975-1976)
- Ellery Queen – serie TV, episodio 1x15 (1976)
- Ragazzo di provincia (Gibbsville) – serie TV, 1 episodio (1976)
- Il tempo della nostra vita (Days of Our Lives) – soap opera, 44 puntate (1977)
- La casa nella prateria (Little House on the Prairie) – serie TV, episodio 5x04 (1978)
- La famiglia Bradford (Eight Is Enough) – serie TV, 2 episodi (1979)